# Aspidoscelis danheimae
Espèce
Synonymes
- Verticaria sericea Van Denburgh, 1895
- Cnemidophorus hyperythrus danheimae Burt, 1929
- Cnemidophorus danheimae Burt, 1929

Statut de conservation UICN

 LC  : Préoccupation mineure
Aspidoscelis danheimae est une espèce de sauriens de la famille des Teiidae.

## Répartition
Cette espèce est endémique de l'île San José en Basse-Californie du Sud au Mexique.

## Étymologie
Cette espèce est nommée en l'honneur de May Danheim Burt.

## Publications originales
- Van Denburgh, 1895 : A review of the herpetology of Lower California. Part I - Reptiles. Proceedings of the California Academy of Science, ser. 2, vol. 5, p. 77-162 (texte intégral).
- Burt, 1929 : The genus of Teiid lizards, Verticaria Cope, 1869, considered as a synonym of Cnemidophorus Wagler, 1830, with a key to the primitive genera of the Teiidae. Proceedings of the Biological Society of Washington, vol. 42, p. 153-156 (texte intégral).